# 金鉉哲
金鉉哲（韓語：김현철，1970年8月27日—），韓國指挥家、喜劇演員、電視主持人。

## 演出作品

### 電視劇
- 2009年：MBC《2009外人球團》
- 2011年：MBC《最佳愛情》
- 2011年：KBS《烏鵲橋兄弟》

## 外部連結
- 官方网站
- NAVER搜索 （页面存档备份，存于）